# Guanaco
Lama guanicoe
Espèce
Synonymes
- Lama glama guanicoe (Müller, 1776)

Statut de conservation UICN

 LC  : Préoccupation mineure
Statut CITES
Le guanaco (Lama guanicoe ou Lama glama guanicoe si on le considère comme sous-espèce de Lama glama) (du quéchua huanacu, « lama ») est un camélidé sauvage présent en Amérique du Sud. Apparenté au lama, il n'a pas été domestiqué, contrairement à ce dernier. Une étude récente montre que, malgré quelques croisements, le lama, animal domestique, descend du guanaco, animal sauvage, alors que l'alpaga, animal domestique, descend de la vigogne, animal sauvage.

## Caractéristiques
La fourrure du guanaco est uniformément brun roussâtre : son museau, son visage et ses oreilles sont gris noirâtre, tandis que le ventre ou l'intérieur des pattes sont blancs. Certaines zones de ses flancs sont dénudées et permettent de disperser l’excès de chaleur. Sa fourrure est moins épaisse que celles des lamas et des alpagas. Le guanaco a un cou long et mince, une petite tête avec de grandes oreilles et un museau mince avec une lèvre supérieure fendue. Il mesure de 1,10 à 1,20 m au garrot (1,60 à 1,80 m de haut à la tête) et de 1,50 à 2 m de long selon les individus. Il peut atteindre un poids de 75 kg pour les femelles à 140 kg pour les plus gros mâles.
Montagnard, il peut monter jusqu'à 4 000 m d'altitude, on le rencontre du Pérou méridional, en Argentine, jusqu'en Terre de Feu; actuellement, il est plus répandu en Patagonie, où il vit généralement en petits groupes d'une vingtaine d'individus conduits par un mâle dominant. Il habite généralement différents milieux : des prairies à la végétation riche, des déserts arides ou arbustifs, des montagnes, des forêts ou encore les régions pluvieuses proches des côtes. Il est herbivore et se nourrit de diverses plantes, herbes et végétaux qu'il trouve et il peut rester plusieurs jours sans boire.

## Prédateurs
Les principaux prédateurs naturels du guanaco sont le puma et, pour les jeunes animaux, le condor. Toutefois, il est doté de plusieurs techniques de défense. Il peut être très violent, mord, crache, frappe avec son cou et ses pattes arrière, il peut aussi courir très vite, jusqu'à une vitesse de 65 km/h en moyenne, pour semer un puma. Cependant, l'homme, exterminant ces animaux pour leur fourrure de qualité, constitue l'ennemi le plus redoutable. La population totale des guanacos est encore estimée entre 400 000 et 600 000 individus, alors qu'ils étaient 50 millions en 1800, soit une baisse d'environ 99 % de leur population, il est classé en annexe 2 de la convention de Washington, c'est une espèce protégée.

## Hybride
En 1998, au centre de recherche sur la reproduction des camélidés de Dubaï, le croisement, par insémination, d'un guanaco avec un dromadaire a pu aboutir à 5 naissances seulement. L'hybride obtenu a été baptisé cama. Il est laineux, n'a pas de bosse et est stérile.

## Galerie

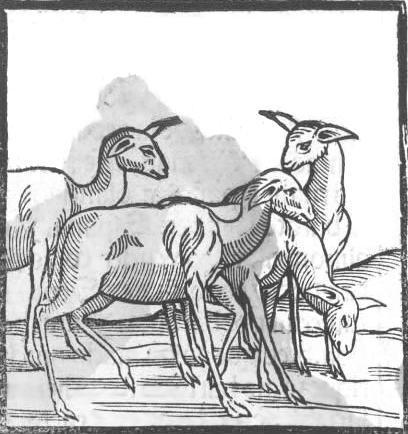
Pedro Cieza de León.
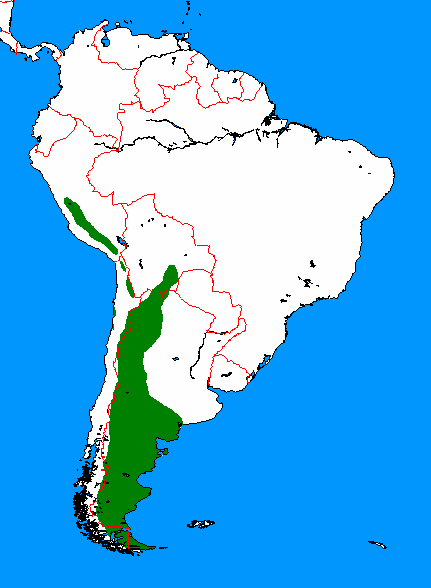
UICN
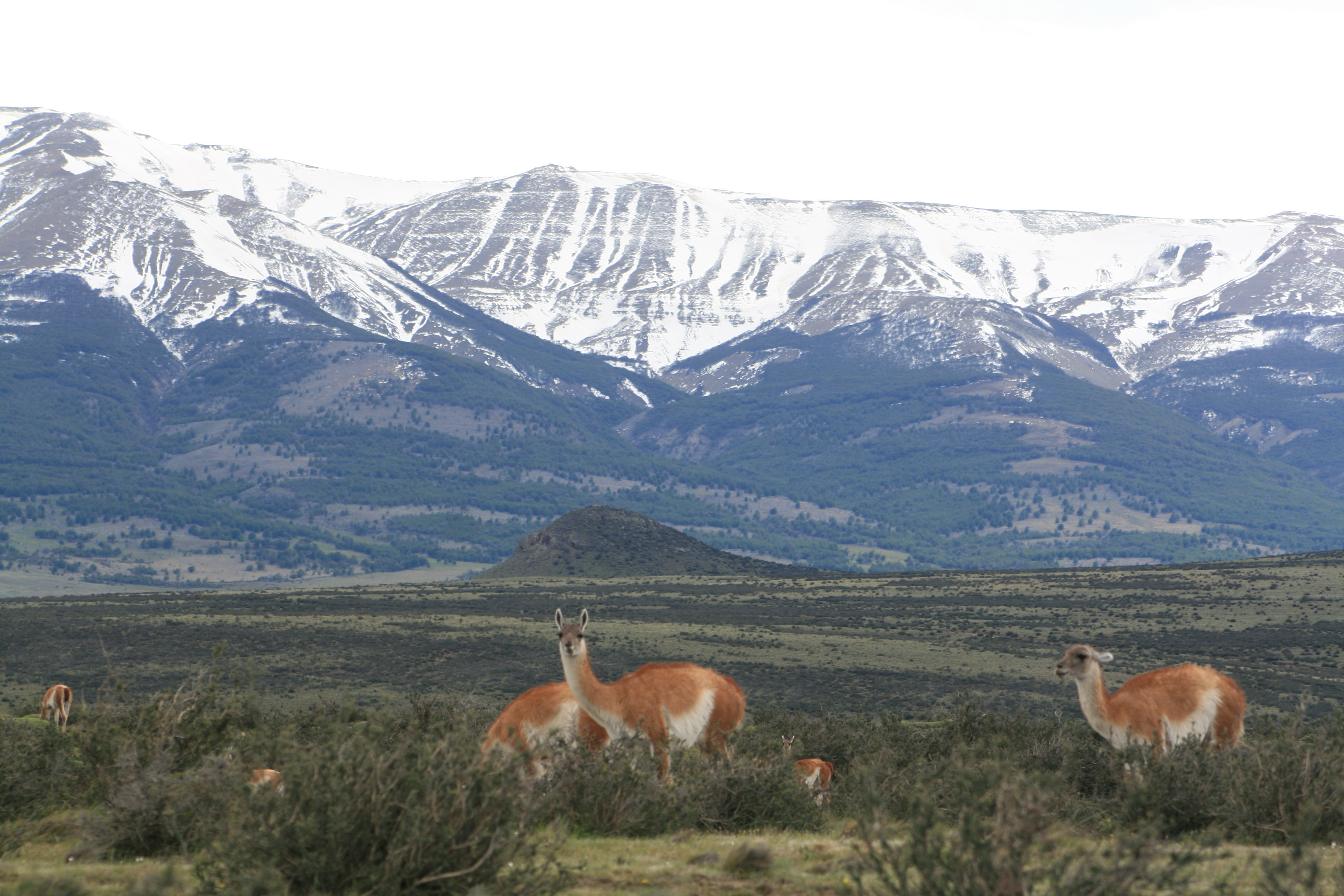
Guanacos dans le parc national Torres del Paine au Chili.
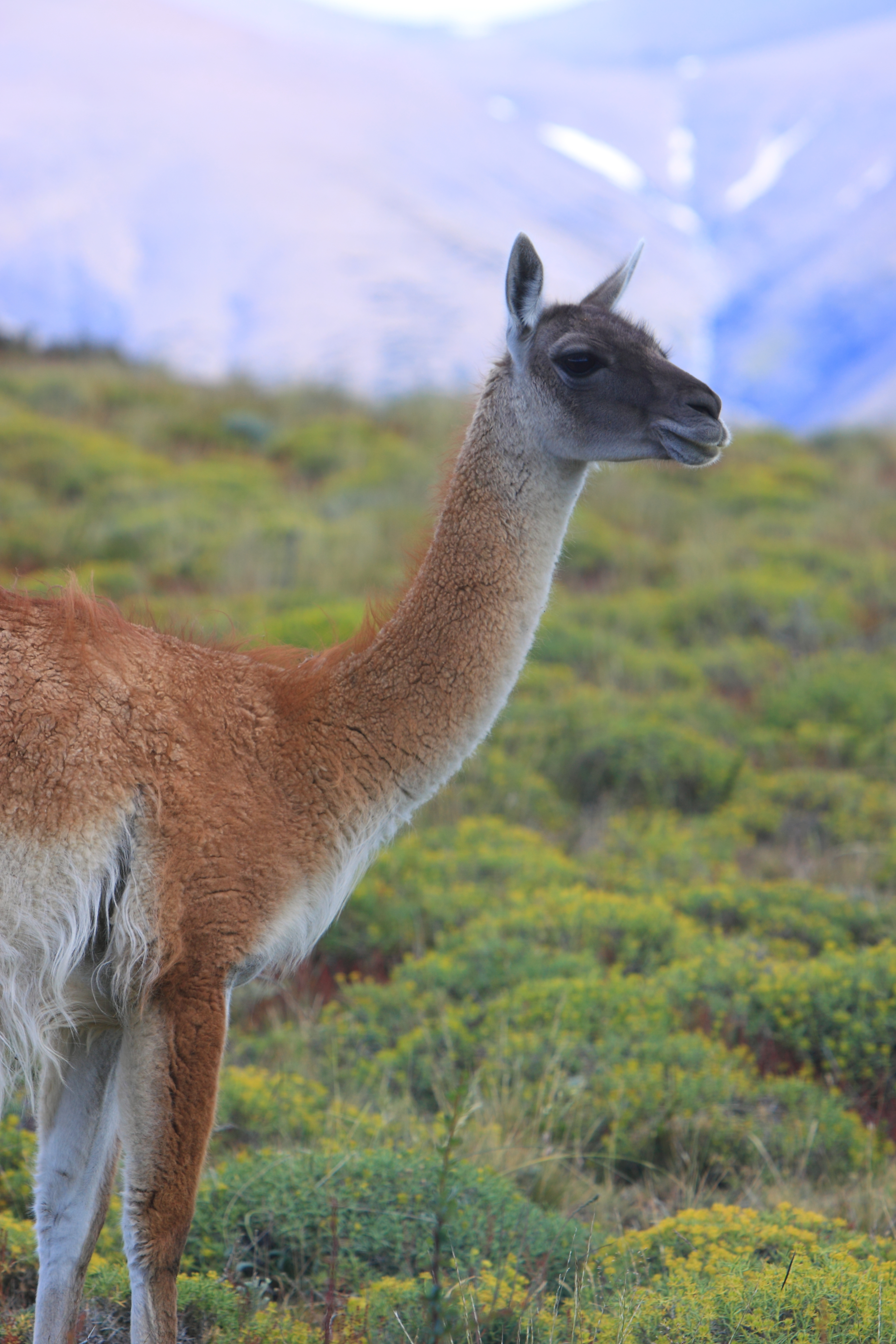
Un Guanaco dans le parc national Torres del Paine au Chili.
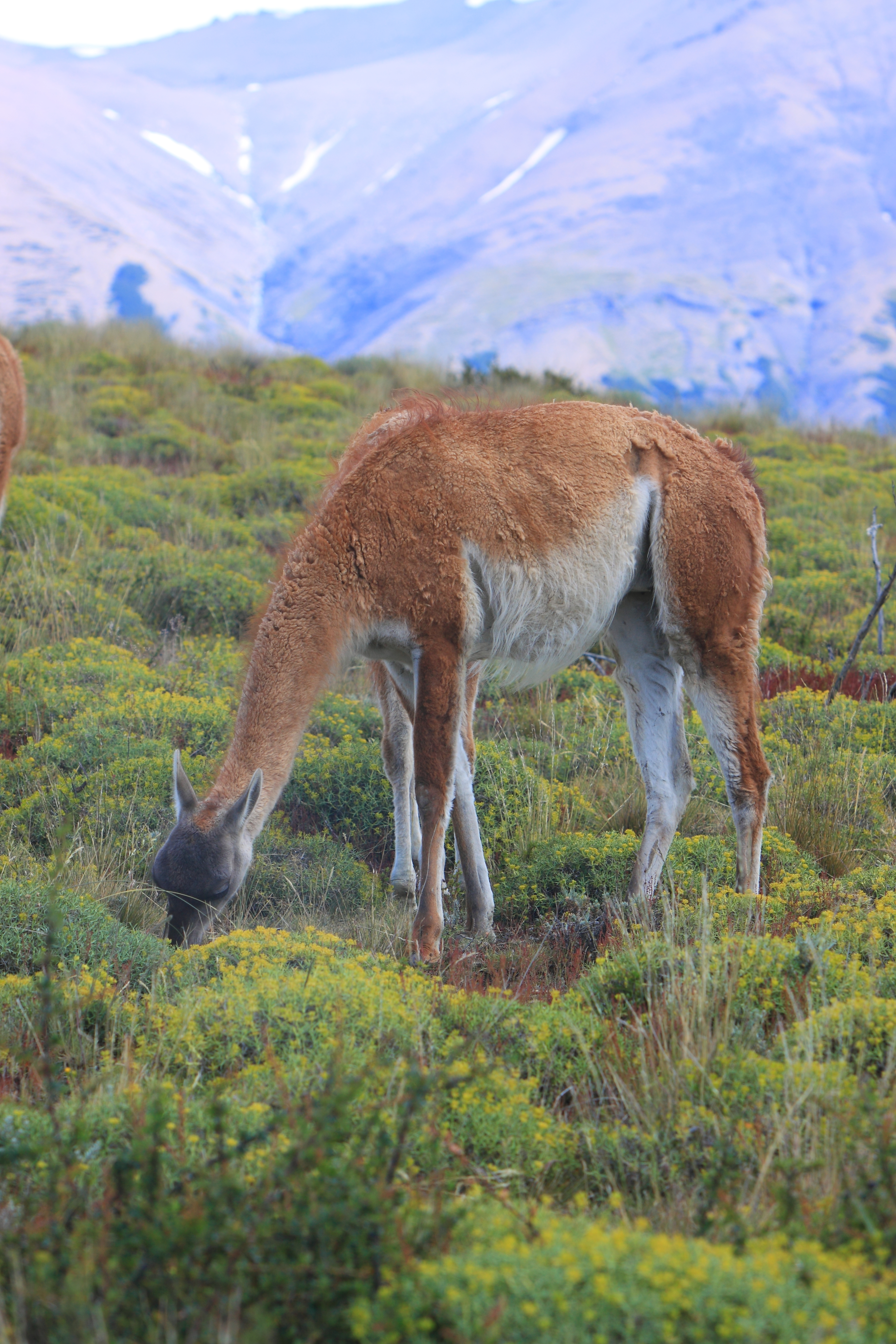
Le guanaco est un herbivore, il se nourrit d'herbes, feuilles d'arbustes, de diverses plantes et de champignons.
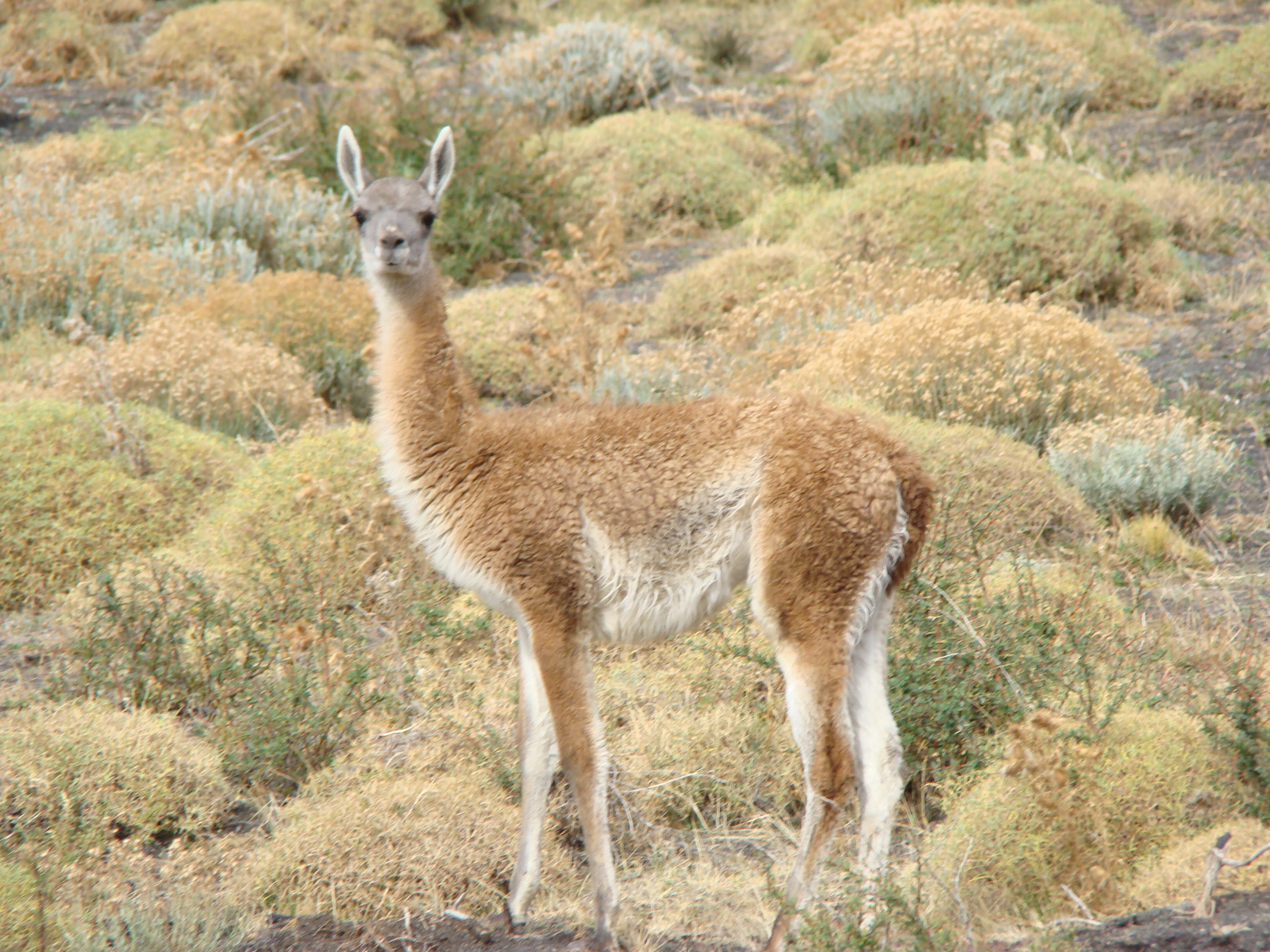
Un Guanaco dans le parc national Nahuel Huapi en Argentine.